# Costumari Català
El Costumari Català es la obra capital del gran folklorista catalán Joan Amades. Lleva como subtítulo El curso del año. Es la obra etnográfica de referencia para cualquier cuestión relacionada con las tradiciones y las costumbres a las tierras de lengua catalana.
Consta de cinco volúmenes ilustrados que ordenan los contenidos siguiendo el curso del año, el paso de las estaciones. La primera edición data de 1952, en cinco volúmenes, del Editorial Salvat. El 1982, las editoriales Salvat y Edicions 62, en colaboración, hicieron una reedición en facsímil. Los cinco libros llenan más de 5000 páginas.

## Objetivo, método y contenido de la obra
El objetivo del Costumari era recoger y dejar constancia escrita de todo aquello que los catalanes hacían impulsados por la tradición. Amades se mueve impulsado por dos razones: el interés etnográfico, es decir de las costumbres en sí mismos, y la percepción que el saber tradicional estaba amenazado.
Se propone pues, hacer una amplia recopilación, incluyendo: creencias, preocupaciones, supersticiones, refranes, canciones, danzas, juegos, documentos gráficos, costumbres, fábulas, etc. Es muy consciente de que indirectamente está haciendo un importante trabajo de compilación lexicográfica. Contó con la colaboración de Joan Tomàs y Parés, que lo ayudó especialmente en la investigación de canciones y músicas populares en todo el territorio de habla catalana.
Amades utiliza dos tipos de fuentes: las bibliográficas y la entrevista directa a personas de todo tipo, edad, estamento y ocupación.
Los datos recogidos se estructuraron en dos esos muy diferenciados:
- Costumbres colectivas, que se organizan siguiendo el curso del año. Las estaciones y los meses del año sirven para estructurar los volúmenes. Estos contenidos son los que recoge la obra que nos ocupa, el Costumari Català.
- Costumbres individuales, siguiendo el curso de la vida, del nacimiento a la muerte. Estos contenidos formarían parte de una obra posterior, Folclore de Cataluña.

Joan Amades dedicó 35 años a la coordinación del Costumari, incluyendo la compilación de información, la redacción, la integración de los diferentes documentos y la estructuración en los cinco volúmenes mencionados.